# Martin Dúbravka
Martin Dúbravka (wym. [ˈmaɾtin ˈduːbɾaʊ̯ka], ur. 15 stycznia 1989 w Żylinie) – słowacki piłkarz występujący na pozycji bramkarza w angielskim klubie Newcastle United oraz w reprezentacji Słowacji. Uczestnik Mistrzostw Europy 2020 oraz 2024.

## Kariera klubowa
Swoją karierę piłkarską Dúbravka rozpoczął w klubie MŠK Žilina. W 2009 roku awansował do kadry pierwszego zespołu. 26 maja 2009 zadebiutował w nim w słowackiej ekstraklasie w wygranym 5:2 domowym meczu z MFK Dubnica. W sezonie 2009/2010 stał się podstawowym zawodnikiem Žiliny. Wraz z Žiliną wywalczył dwa mistrzostwa kraju w sezonach 2009/2010 i 2011/2012, wicemistrzostwo w sezonie 2008/2009 oraz zdobył Puchar Słowacji w sezonie 2011/2012.
Pod koniec stycznia 2014 roku Dúbravka został piłkarzem Esbjerga, z którym podpisał trzyipółletni kontrakt. 24 lutego 2014 zadebiutował w nim w wygranym 2:1 domowym spotkaniu z FC Nordsjælland.
Latem 2016 roku Dúbravka przeszedł do Slovana Liberec. Zadebiutował w nim 31 lipca 2016 w przegranym 0:3 wyjazdowym meczu z FK Mladá Boleslav.
W styczniu 2018 roku przeniósł się do Newcastle United. 11 lutego zadebiutował w rozgrywkach Premier League, zachowując czyste konto w wygranym 1:0 meczu z Manchesterem United na stadionie St James Park.
1 września 2022 roku udał się na roczne wypożyczenie do Manchesteru United. W nowym klubie zadebiutował 10 listopada 2022 roku w wygranym 4:2 meczu przeciwko Aston Villi, rozgrywając całe spotkanie.
1 stycznia wrócił do Newcastle United które skróciło jego wypożyczenie..

## Statystyki kariery
(aktualne na 1 stycznia 2023)
| Klub                     | Sezon              | Liga                    | Liga  | Liga   | Puchar kraju | Puchar kraju | Puchar ligi | Puchar ligi | Europa | Europa | Inne  | Inne   | Suma  | Suma   |
| Klub                     | Sezon              | Liga                    | Mecze | Bramki | Mecze        | Bramki       | Mecze       | Bramki      | Mecze  | Bramki | Mecze | Bramki | Mecze | Bramki |
| ------------------------ | ------------------ | ----------------------- | ----- | ------ | ------------ | ------------ | ----------- | ----------- | ------ | ------ | ----- | ------ | ----- | ------ |
| MŠK Žilina               | 2009/10            | I liga                  | 26    | 0      | 0            | 0            | –           | –           | 0      | 0      | –     | –      | 26    | 0      |
| MŠK Žilina               | 2010/11            | I liga                  | 24    | 0      | 1            | 0            | –           | –           | 12     | 0      | 1     | 0      | 38    | 0      |
| MŠK Žilina               | 2011/12            | I liga                  | 8     | 0      | 0            | 0            | –           | –           | 2      | 0      | –     | –      | 10    | 0      |
| MŠK Žilina               | 2012/13            | I liga                  | 26    | 0      | 5            | 0            | –           | –           | 2      | 0      | –     | –      | 33    | 0      |
| MŠK Žilina               | 2013/14            | I liga                  | 13    | 0      | 0            | 0            | –           | –           | 6      | 0      | –     | –      | 19    | 0      |
| Esbjerg fB               | 2013/14            | Superligaen             | 15    | 0      | 0            | 0            | –           | –           | 2      | 0      | –     | –      | 17    | 0      |
| Esbjerg fB               | 2014/15            | Superligaen             | 33    | 0      | 3            | 0            | –           | –           | 4      | 0      | –     | –      | 40    | 0      |
| Esbjerg fB               | 2015/16            | Superligaen             | 18    | 0      | 0            | 0            | –           | –           | –      | –      | –     | –      | 18    | 0      |
| Slovan Liberec           | 2016/17            | 1. česká fotbalová liga | 28    | 0      | 0            | 0            | –           | –           | 9      | 0      | –     | –      | 37    | 0      |
| Sparta Praga             | 2017/18            | 1. česká fotbalová liga | 11    | 0      | 2            | 0            | –           | –           | 2      | 0      | –     | –      | 15    | 0      |
| Newcastle United (wyp.)  | 2017/18            | Premier League          | 12    | 0      | 0            | 0            | 0           | 0           | –      | –      | –     | –      | 12    | 0      |
| Newcastle United         | 2018/19            | Premier League          | 38    | 0      | 0            | 0            | 0           | 0           | –      | –      | –     | –      | 38    | 0      |
| Newcastle United         | 2019/20            | Premier League          | 38    | 0      | 1            | 0            | 0           | 0           | –      | –      | –     | –      | 39    | 0      |
| Newcastle United         | 2020/21            | Premier League          | 13    | 0      | 1            | 0            | 0           | 0           | –      | –      | –     | –      | 14    | 0      |
| Newcastle United         | 2021/22            | Premier League          | 26    | 0      | 1            | 0            | 0           | 0           | –      | –      | –     | –      | 27    | 0      |
| Manchester United (wyp.) | 2022/23            | Premier League          | 0     | 0      | 0            | 0            | 2           | 0           | 0      | 0      | –     | –      | 2     | 0      |
| Newcastle United         | 2022/23            | Premier League          | 0     | 0      | 0            | 0            | 0           | 0           | –      | –      | –     | –      | 0     | 0      |
| Ogólnie w karierze       | Ogólnie w karierze | Ogólnie w karierze      | 329   | 0      | 14           | 0            | 2           | 0           | 39     | 0      | 1     | 0      | 385   | 0      |

## Kariera reprezentacyjna
Dúbravka grał w młodzieżowych reprezentacjach Słowacji na różnych szczeblach wiekowych. W reprezentacji Słowacji zadebiutował 23 maja 2014 w wygranym 2:0 towarzyskim meczu z Czarnogórą, rozegranym w Senecu.
Został powołany na Euro 2020. 23 czerwca 2021 w ostatnim meczu grupowym turnieju z Hiszpanią (0:5) piłka po strzale przeciwnika odbiła się od poprzeczki, a następnie po uderzeniu bramkarza w dłoń wpadła do siatki. Tym samym Dúbravka został obok Wojciecha Szczęsnego kolejnym bramkarzem w historii mistrzostw Europy, który zanotował samobójcze trafienie.

## Sukcesy

### Klub
MŠK Žilina
- Mistrzostwo Słowacji: 2009/10, 2011/12
- Superpuchar Słowacji: 2010

Manchester United
- Puchar Ligi: 2022/2023